# طواف إسبانيا 1945
طواف إسبانيا 1945 هو سباق دراجات هوائية أقيم بتاريخ 10 – 31 مايو، تكون السباق من 18 مرحلة وامتدّ لمسافة 3818 كم بسرعة 28.12 كم/س، استغرق السباق 135 ساعة 43 دقيقة 55 ثانية. فاز به الإسباني ديليو رودريغيث وحلّ ثانيا خوليان بيرينديرو.

## الترتيب
| م                     | الدرّاج           | البلد   | الزمن                      |
| --------------------- | ---------------- | ------- | -------------------------- |
| الفائز بالترتيب العام | ديليو رودريغيث   | إسبانيا | 135 ساعة 43 دقيقة 55 ثانية |
| الثاني                | خوليان بيرينديرو | إسبانيا |                            |
| حسب النقاط            | ديليو رودريغيث   | إسبانيا | -                          |
| التسلق                | خوليان بيرينديرو | إسبانيا | -                          |